# Blut und Boden

Logotip del Ministeri de l'agricultura nazi: Àguila imperial, Blut und Boden, full de roure, esvàstica espiga i espasa

Blut und Boden o Sang i terra és una ideologia que considera la sang, emblema de la descendència i de la raça i la terra, que nodreix gràcies a l'agricultura i l'espai vital com el fonament essencial d'una societat estable i esponerosa. La classe dels conreadors que conserva i transmet la tradició n'és la pedra angular.

## Blut und Boden, el nacional-socialisme i enllà
La ideologia va néixer al segle xix al context del moviment europeu del romanticisme nacionalista de pagès. Es fonamenta sobre una teoria de les races racista i nacionalista. També està impresa d'una enyorança de la vida rural «pura» lluny de la contaminació de l'home pels vicis de la ciutat decadent, una idea que ja es troba a l'obra Émile de Jean-Jacques Rousseau. Era una part del romanticisme nacionalista que va inspirar diversos moviments d'independència a la fi del segle xix, l'interès per a la conservació de la música i la literatura popular.
La teoria va inspirar força el nacionalsocialisme per la seva idea central que cada poble s'associa a un territori seu ben determinat, que la sang (la raça, l'estirp, el caràcter) d'un poble està intrínsecament lligada a la terra i que només a aquesta terra ancestral la personalitat d'un poble es pot desenvolupar i la civilització florir. Els dirigents nazis hi veien una manera de seduir la població rural i conservadora.
La versió nacionalsocialista de la ideologia suscità evidentment la crítica pels seus aspectes guerrers i intolerants: no només es volia protegir una pròpia –imaginària– cultura ancestral enyorada, però a més es volia exterminar les altres. De fet, la versió nazi del Blut und Boden legitima l'acció de la mateixa raça per garantir la seva expansió i supervivència en aniquilar els altres pobles i annexionar el territori necessari per al conreu. Tot i ésser contradictori amb la idea d'un territori històricament propi, lligat a la sang, l'expansió a territoris i l'expulsió dels habitants va ser justificada per dues tesis: (1) els alemanys només reconquereixen territoris originalment germànics i (2) els pobles vigorosos tenen el dret de sotmetre o expulsar els pobles febles o decadents, segons una usurpació del principi darwinista de la supervivència del més apte. Per guardar la sang neta, s'ha de protegir la terra de tots els elements que poguessin «contaminar» la sang. El salt conceptual vers la purificació ètnica i els camps d'exterminació no era gaire lluny.

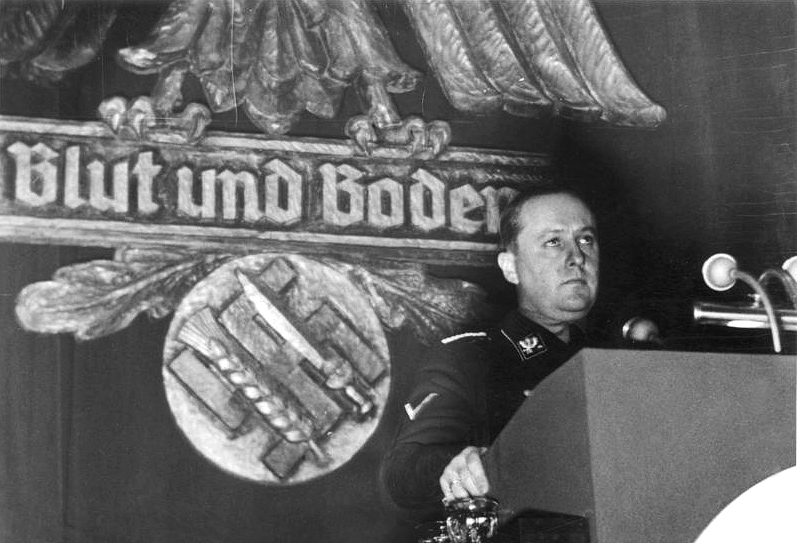
Walther Darré sota l'escut de Blut und Boden

El primer esment escrit de la parella Blut und Boden es trobaria a l'obra Der Untergang des Abendlandes («La decadència d'occident» d'Oswald Spengler del 1922. August Winnig comença dos assajos seus, Alliberament i L'imperi com a república amb la frase: «Sang i sòl són el destí dels pobles (dels homes).» L'agrònom nazi i funcionari de la SS Richard Walther Darré escriví el 1930 el seu llibre Noblesa nova de sang i de sòl i així feu entrar el concepte en la ideologia nazi. El 1932 escriví: «Volem tornar a fer de la sang i del sòl el fonament de la política d'agricultura.»
La llei de l'imperi sobre la successió dels masos (Reichserbhofgesetz) del 1933 estipulava a la introducció: «El govern de l'imperi vol mantenir l'estament dels agricultors com a font de la sang del poble alemany, en conservar els usos i costums tradicionals. Els masos han de ser protegits contra l'excés d'endeutament i l'escissió, per garantir que per sempre quedin l'herència de l'estirp a les mans d'agricultors lliures»
Aquesta idealització del conreador es tornarà a trobar també al comunisme i al maoisme. L'antiga República Democràtica Alemanya també es presentava com el primer «Estat de conreadors i obrers». Sota el maoisme, molts intel·lectuals van ser expulsats fora per trobar la vida real i conrear la terra, lluny de la ciutat que engendra teories decadents. L'aplicació més extrema i mortal de la teoria es va concretar durant el règim de Pol Pot a Cambotja.

## Blut und Bodena les arts
La literatura Blut und Boden descriu un món rural idíl·lic al qual pagesos purs viuen una vida de coratge i d'esforços, en harmonia amb la natura i les tradicions ancestrals i casats a dones forts i virtuoses que cuinen i crien. Junts vencen tots els obstacles. El 1934 va crear-se a Berlín l'editorial Blut und Boden Verlag GmbH dedicada a aquest tipus de literatura. Els nazis consideraven la pintura i les escultures monumentals com a eina per a influir població ideològicament, i per això la Reichskulturkammer en va organitzar el control totalitari. Pouen els motius als mites aris del conreador diligent, del soldat coratjós, de la dona alemanya fecunda i de la família llarga i integra. Encarregaven artesans a fer obres que responien a aquest programa ideològic. L'art que no responia al programa era destruït o venut a fora del país com a entartete Kunst, art degenerat.

## Enllaços i referències
1. ↑  Això està controvertit, vegeu la pàgina de discussió a l'article a la viquipèdia alemanya Blut-und-Boden-Ideologie
2. ↑  Winnig, August. Befreiung [Alliberament] (en alemany).  München: Milavida, 1926, p. 32.
3. ↑  Winnig, August. Das Reich als Republik (en alemany).  Cotta: Cotta’sche Buchhandlung, 1928, p. 361. (traducció: L'imperi com a república)
4. ↑  „Blut und Boden sind das Schicksal der Völker (Menschen)“ (alemany)
5. ↑  Darré, Richard Walther. Neuadel aus Blut und Boden (en alemany).  Múnic: JF. Lehmanns Verlag, 1930, p. 231.(traducció: Una noblesa nova de sang i de sòl), (alemany)
6. ↑  Darré, Richard Walther. Deutsche Agrarpolitik, 1932.
7. ↑   «Reichserbhofgesetz» (en alemany). Reichsgesetzblatt, 29-09-1933, pàg. 685. Arxivat de l'original el 2017-10-18 [Consulta: 2 juny 2011]. «Die Reichsregierung will unter Sicherung alter deutscher Erbsitte das Bauerntum als Blutquelle des deutschen Volkes erhalten. Die Bauernhöfe sollen vor Überschuldung und Zersplitterung im Erbgang geschützt werden, damit sie dauernd als Erbe der Sippe in der Hand freier Bauern bleiben.» Arxivat 2017-10-18 a Wayback Machine.